# Le Scole
Le Scole est un groupe de rochers inhabités de l'archipel toscan, situés dans les eaux de la mer Tyrrhénienne à une courte distance de la côte est de l'île de Giglio, dans la province de Grosseto. Les récifs sont situés entre le port de Giglio et Cala delle Cannelle. Ils ne dépassent que de quelques mètres hors de l'eau et n'ont pas de végétation importante à la surface. Le plus grand des rochers mesure environ 100 mètres de long et 50 mètres de large.

## Description
Le groupe de rochers, composés de granite, est connu des plongeurs pour son large éventail d'espèces. Soixante-dix espèces de poissons différentes, beaucoup formant des bancs, vivent près des rochers.
Selon le NABU, la faune et la flore des récifs ont été affectées par le naufrage du navire de croisière Costa Concordia en 2012, bien que les conséquences exactes soient encore inexplorées. Le rocher vu dans la coque du Costa Concordia a été remis à son emplacement d'origine après avoir été récupéré. Les plongeurs le reconnaissent par une petite plaque.

## Faune
Sur les fonds marins de la Scole se trouvent des éponges, des anémones buissonnantes, des gorgones pourpres et des mimosas de mer, ce qui en a fait une destination pour les amateurs de plongée sous-marine.
À une profondeur d'environ 20 mètres, il y a une statue en marbre d'une Madone placée à l'intérieur d'une niche.

## Galerie

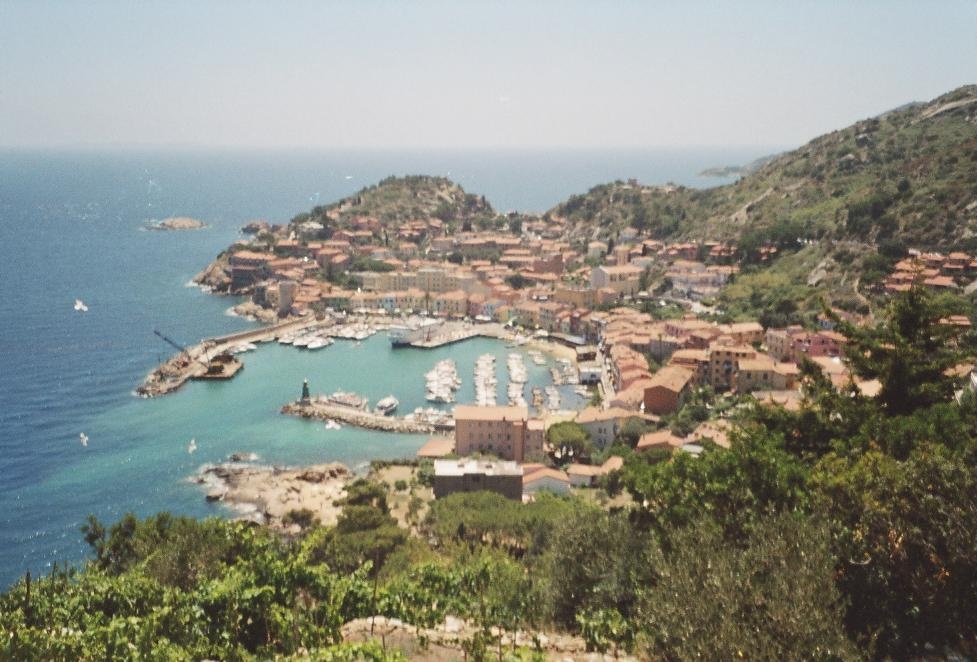
Port de Giglio
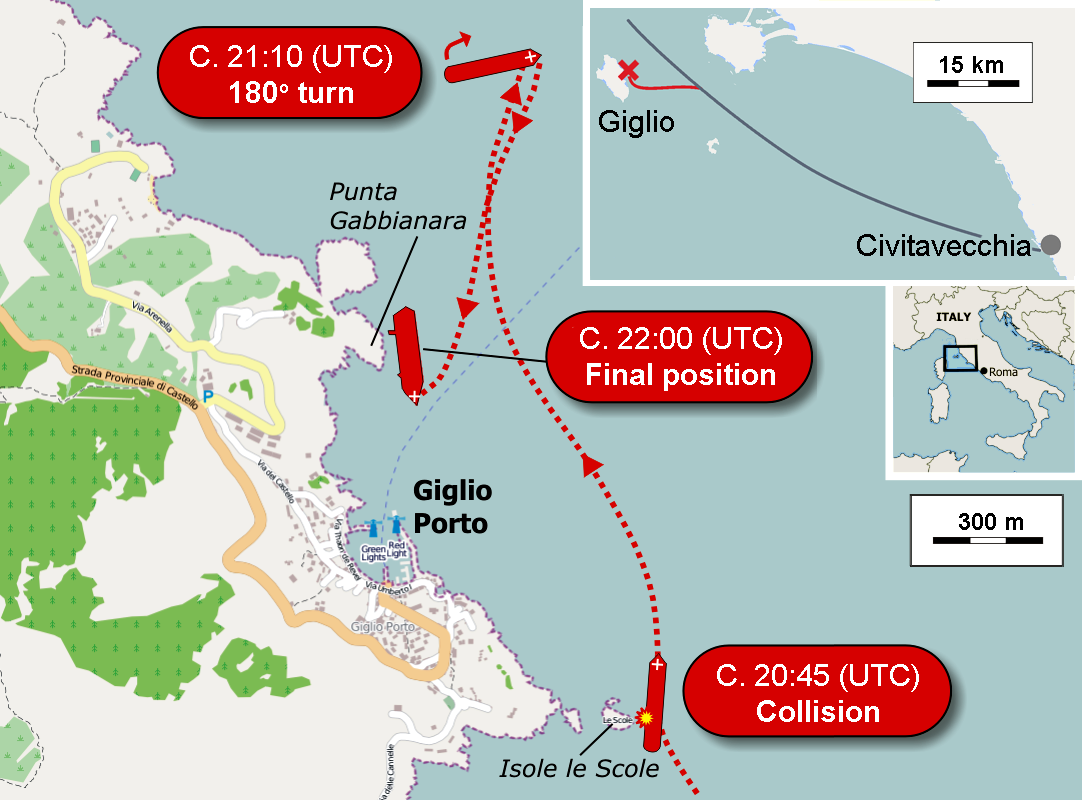
Naufrage du Concordia Costa
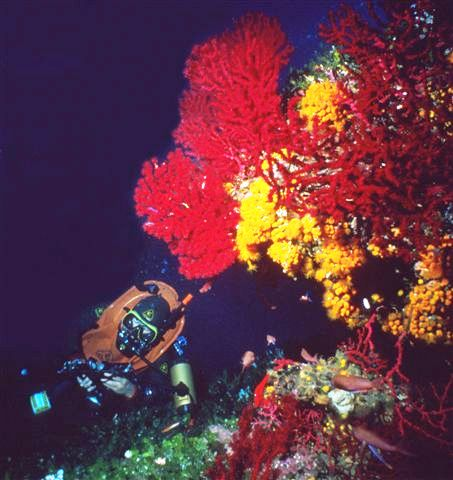
Gorgone pourpre

### Sources de traduction
- (it) Cet article est partiellement ou en totalité issu de l’article de Wikipédia en italien intitulé « Le Scole » (voir la liste des auteurs).